# Oberleuken
Oberleuken est un ortsteil de la commune allemande de Perl en Sarre.

## Géographie

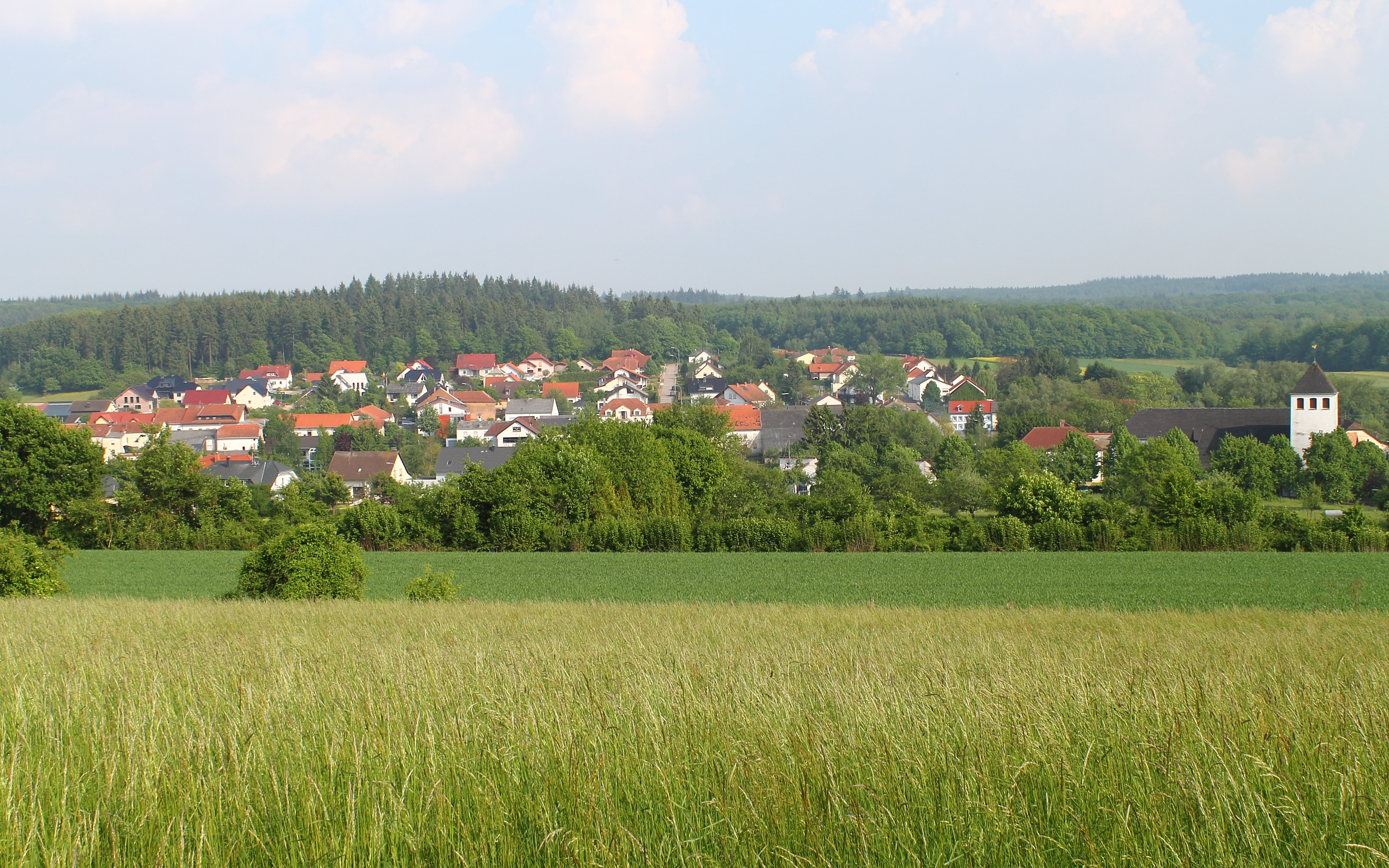
Vue générale

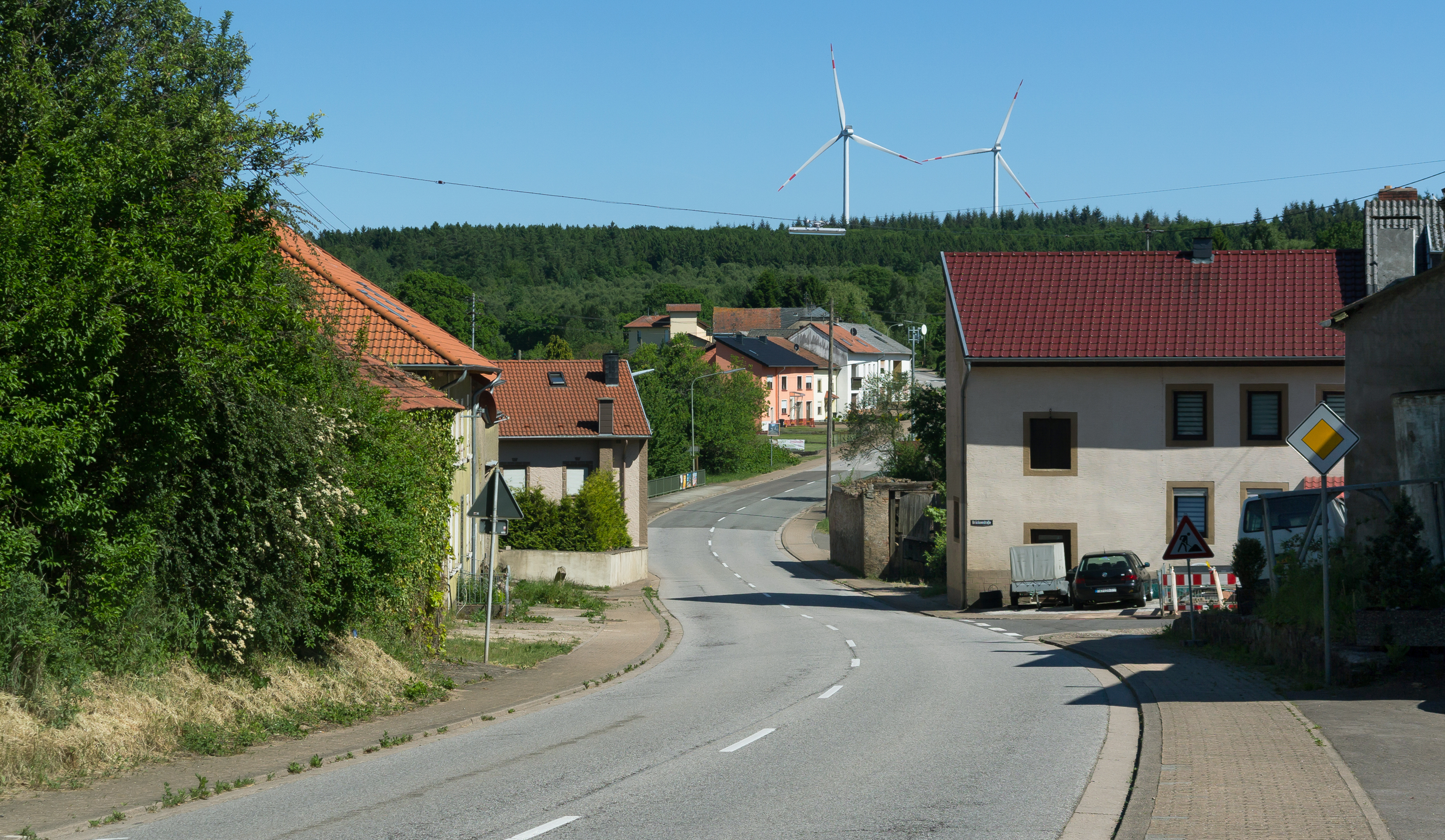
Oberleuken, vue dans la rue

## Histoire
Ancienne commune de Moselle rattachée au canton de Sierck, elle fut cédée par la France à la Prusse en 1815. Elle était ensuite une commune allemande indépendante jusqu'au 1er janvier 1974.

## Lieux et monuments

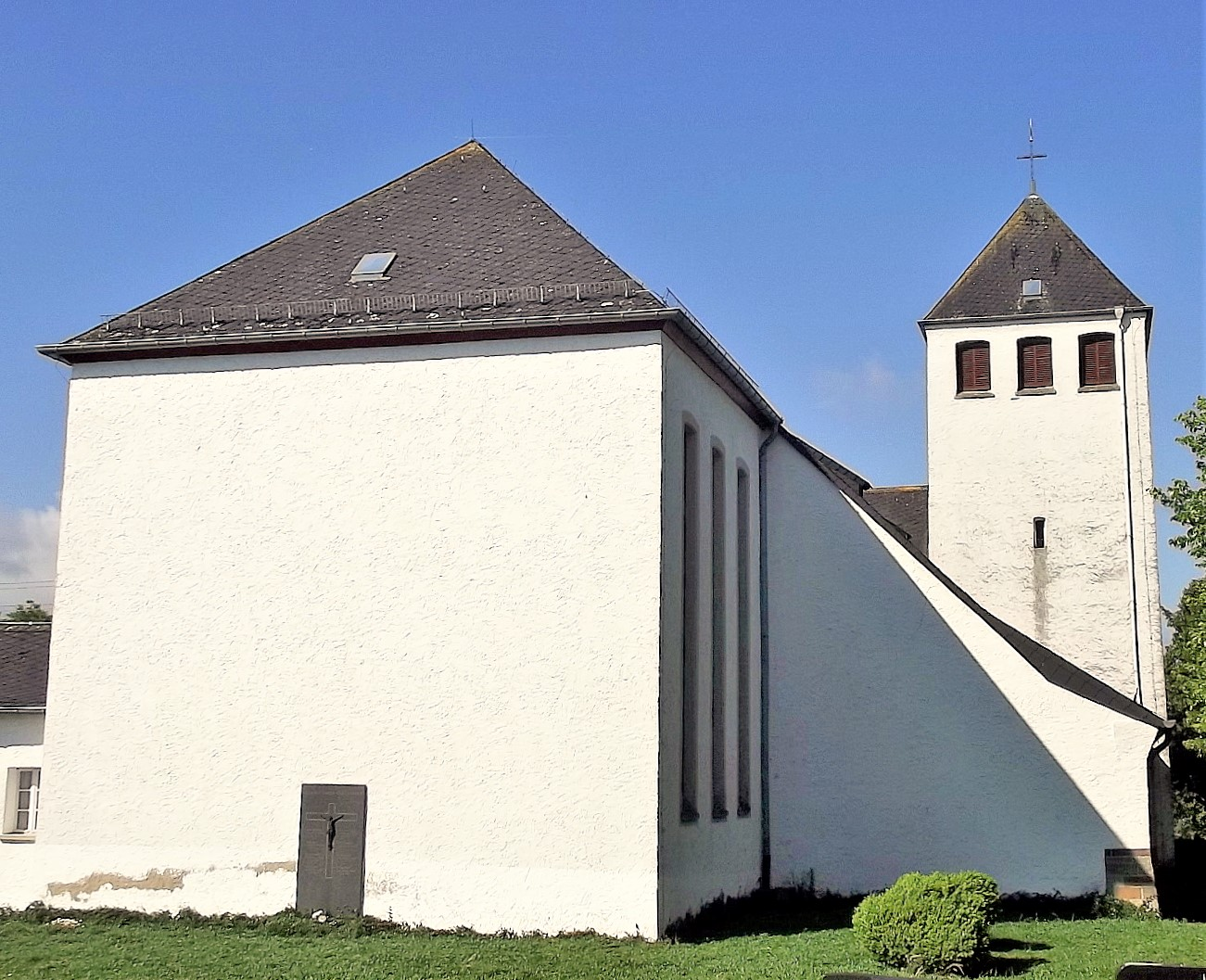

## Démographie
| 1939 | 1950 | 1961 | 1970 | 1974 | 2004 | 2010 | 2012 | 2013 | 2014 | - | - |
| ---- | ---- | ---- | ---- | ---- | ---- | ---- | ---- | ---- | ---- | - | - |
| 495  | 441  | 446  | 469  | 454  | 524  | 544  | 517  | 533  | 543  | - | - |